# 斯莱德美术学院

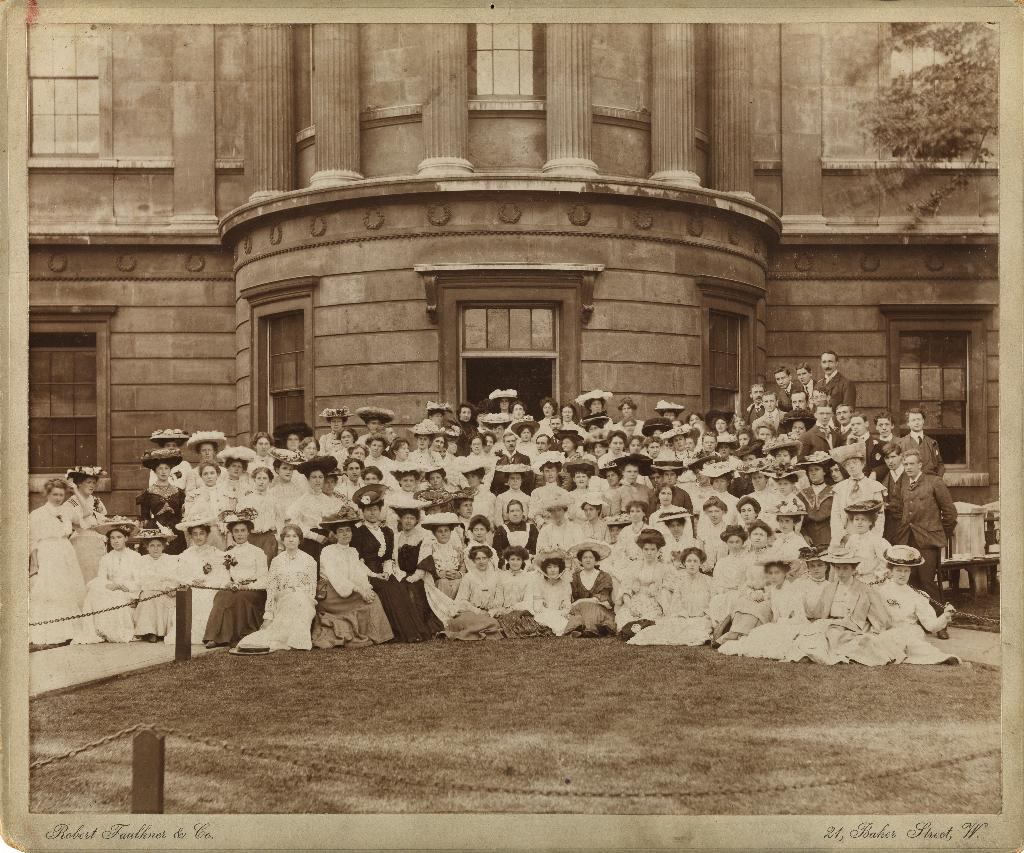
1905年的斯莱德美术学院

伦敦大学学院斯莱德美术学院（英語：UCL Slade School of Fine Art；简称 The Slade）是伦敦大学学院艺术与人文系（Faculty of Arts and Humanities）下属的美术学院，位于伦敦布卢姆茨伯里，它是英国最好的艺术学院之一，提供本科到博士的教育。该学院创始于1871年，资金来自英国艺术品收藏家菲利克斯·斯莱德的捐赠。二战期间曾搬到牛津和拉斯金美术学校合作办学，1948年搬回伦敦。